# Tạp chí Quản lý chuỗi cung ứng
Tạp chí Quản lý chuỗi cung ứng là tên dịch sang tiếng Việt của Journal of Supply Chain Management (viết tắt JSCM, viết tắt khi trích dẫn: J. Supply Chain Manag.), một tạp chí nghiên cứu và học thuật, được xuất bản từ năm 1965. Từ năm 2007, JSCM đã được định vị lại với sứ mệnh là trở thành tạp chí được các học giả quản lý chuỗi cung ứng lựa chọn, bằng cách thu hút nghiên cứu hành vi có chất lượng cao, tác động cao tập trung vào các phương pháp được xây dựng bằng lý thuyết và thực nghiệm. Cụ thể hơn, JSCM có trọng tâm liên ngành bao gồm sự tham gia của các học giả trong các lĩnh vực quản lý chuỗi cung ứng, quản lý hoạt động, tiếp thị, quản trị chiến lược và phân tích mạng xã hội. Nó đã xuất bản các bài báo của các nhà lãnh đạo lớn trong lĩnh vực này, chẳng hạn như Steve Borgatti, Tom Choi, Barb Flynn, Gary Frazier, Shelby Hunt, Tom Mentzer, Jack Meredith, Aleda Roth, Jack Wacker và người đoạt giải Nobel Kinh tế năm 2009 là Oliver Williamson.
Mark Pagell (Đại học College Dublin), Brian Fugate (Đại học Arkansas) và Barbara Flynn (Đại học Indiana) là các Đồng Tổng biên tập. Lutz Kaufmann, (Trường Quản lý WHU-Otto Beisheim) là đồng biên tập viên Châu Âu và Xiande Zhao, (Trường Kinh doanh Quốc tế Trung Quốc Châu Âu) là đồng biên tập viên Châu Á. Hội đồng Tư vấn, Trợ lý Biên tập và Đánh giá của JSCM bao gồm các học giả hàng đầu về quản lý chuỗi cung ứng và các lĩnh vực tiếp thị, quản trị chiến lược, quản lý hoạt động và phân tích mạng xã hội. Các bản thảo được gửi đi để đánh giá trải qua quá trình bình duyệt mù đôi của một Trợ lý Biên tập cộng với tối thiểu là 2, và nói chung là 3 đến 4 trọng tài ẩn danh.
JSCM được Wiley-Blackwell xuất bản. Theo Báo cáo trích dẫn Tạp chí, hệ số tác động năm 2023 của nó là 10.6, xếp thứ 14 trong số 227 tạp chí trong danh mục "Quản lý". Trong CiteScores, JSCM đứng thứ 5 (nằm trong top 1%) tất cả các Tạp chí Quản lý và Kinh doanh, theo journalmetrics.scopus.com .

## Biên tập viên
- Mark Pagell: Đồng Tổng biên tập, Đại học College Dublin.
- Brian Fugate: Đồng Tổng biên tập, Đại học Arkansas.
- Barbara B. Flynn: Đồng Tổng biên tập, Đại học Indiana.
- Lutz Kaurman: Đồng biên tập Châu Âu, WHU-Otto Beisheim.
- Ely Paiva: Biên tập viên khu vực Nam Mỹ, FGV.
- Damien Power: Biên tập viên khu vực Châu Á - Thái Bình Dương, Đại học Melbourne.
- Xiande Zhao: Đồng biên tập viên Châu Á, CEIBS.
- Craig Carter: Biên tập viên danh dự, 2007-2016, Đại học bang Arizona.
- Lisa Ellram: Biên tập viên danh dự, 2007-2016, Đại học Miami.
- Alvin J. Williams: Biên tập viên danh dự, 2002-2007.
- Phillip Carter: Biên tập viên danh dự, 1997-2001.
- Donald W. Dobler: Biên tập viên danh dự, 1980-1996.
- Paul Farrel: Biên tập viên danh dự, 1975-1979.
- Harold E. Fearon: Biên tập viên danh dự, 1965-1974.